# معاهدة التلوث البلاستيكي العالمية
تتفاوض الدول الأعضاء في الأمم المتحدة حاليًا على اتفاقية دولية ملزمة قانونًا بشأن البلاستيك تتناول دورة الحياة الكاملة للبلاستيك، من التصميم إلى الإنتاج وحتى التخلص منه. في 2 مارس 2022، صوتت الدول الأعضاء في الأمم المتحدة في الدورة الخامسة المستأنفة لجمعية الأمم المتحدة للبيئة (UNEA-5.2) لإنشاء لجنة تفاوض حكومية دولية (INC) مع تفويضها بالمضي قدمًا في اتفاق دولي ملزم قانونًا بشأن البلاستيك. القرار بعنوان "إنهاء التلوث البلاستيكي: نحو صك دولي ملزم قانونًا".

## الجدول الزمني
ينص التفويض بعد UNEA-5.2 على أن INC يجب أن يبدأ عمله بحلول نهاية عام 2022 بهدف "استكمال مسودة اتفاقية عالمية ملزمة قانونًا بحلول نهاية عام 2024".
بدأ العمل نحو المعاهدة باجتماع مجموعة عمل مخصصة مفتوحة العضوية (OEWG) في داكار، السنغال من 30 مايو إلى 1 يونيو 2022. حددت الدول الأعضاء خلال ذلك الاجتماع جدولا زمنيا للاجتماعات اللاحقة حتى نهاية عام 2024، والنظام الداخلي، ونطاق العمل الأولي للاجتماع الأول للجنة التفاوض الحكومية الدولية.
- عُقد الاجتماع الأول للجنة التفاوض (INC-1) في بونتا ديل إستي، أوروغواي في الفترة من 28 نوفمبر 2022 حتى 2 ديسمبر 2022. تضمن جدول الأعمال بنوداً من بينها الاعتماد الرسمي للنظام الداخلي.[7] شارك أكثر من 2300 مندوب من 160 دولة.[8]
- حدد موعد الاجتماع الثاني للجنة التفاوض (INC-2) في باريس، فرنسا في الفترة من 29 مايو 2023 حتى 2 يونيو 2023.[9]

خطط لثلاثة اجتماعات أخرى حتى نهاية عام 2024. عرضت كينيا، وكندا ، وجمهورية كوريا استضافة المؤتمر الدولي الثالث للجنة التفاوض الحكومية الدولية، والدورة الرابعة للجنة التفاوض الحكومية الدولية، والمؤتمر الدولي الخامس. في عام 2025، سيتم الانتهاء من المعاهدة في مؤتمر المفوضين، مع الإكوادور والبيرو ورواندا والسنغال كمضيفين محتملين.
عُقد الاجتماع الثالث في كينيا (INC-3) في نوفمبر 2023 وقال المشاركون في الجولة الثالثة من مفاوضات الأمم المتحدة بشأن إبرام أول معاهدة عالمية للحد من التلوث الناجم عن المخلفات البلاستيكية إن المفاوضات استقطبت أكثر من 500 مقترح من الحكومات.

## المحتوى
اتفق الأعضاء على أن المعاهدة ستكون دولية في نطاقها، وملزمة قانونًا، ويجب أن تتناول دورة الحياة الكاملة للمواد البلاستيكية، بما في ذلك تصميمها وإنتاجها والتخلص منها. لقد قيل أن المواد الكيميائية الموجودة في اللدائن مثل المواد المضافة، والمعالجات المساعدة، والمواد المضافة عن غير قصد تحتاج إلى معالجة أيضًا.

## دعم المعاهدة
أعربت غالبية الدول الأعضاء في الأمم المتحدة في الفترة التي سبقت UNEA-5.2 عن دعمها للنهوض بمعاهدة عالمية. تشمل المجموعات الأخرى التي تصدر تصريحات عامة حول الحاجة إلى معاهدة قطاع الأعمال، المجتمع المدني، والشعوب الأصلية، والعمال، والنقابات العمالية، والعلماء.

## روابط خارجية
- قرار اتخذته جمعية الأمم المتحدة للبيئة في 2 مارس 2022-5 / 14. إنهاء التلوث البلاستيكي: نحو صك دولي ملزم قانونًا